# Index Holdings
A Index Holdings foi fundada em 1 de setembro de 1995, como um provedor de conteúdo de serviços para celular e se expandiu rapidanmente em uma das empresas mais bilionárias e bem sucedidas do Japão, e ultimamente ela tem feito muitas aquisições em várias áreas da comunicação e empresas de entretenimento, incluindo o Madhouse estúdio de anime que produziu a série Death Note , as companhias de jogos Atlus comprou em 2007 a Interchannel que adquiriu recentemente e grandes filial Nikkatsu Studio responsável por produção de filmes. Ela também fez incursões e aquisições em várias empresas em todo o mundo, incluindo nos Estados Unidos, Reino Unido e França onde é proprietária do clube de futebol Grenoble Foot 38, que, no momento da aquisição da Index, alcançou a promoção à Ligue 1, com um estádio novo, inaugurado logo após Fevereiro de 2008.
Adquiriu a empresa Dynam Pictures que presta serviços de CG's, alguns de seus trabalhos mais conhecidos foram Ninja Gaiden 2, Sigma 2, Blue Dragon, Lost Odyssey, Sengoku Basara 3 e etc...